# پاتریزیا سربرتی
پاتریزیا سربرتی (انگلیسی: Patrizia Sberti؛ زادهٔ ۶ ژوئیهٔ ۱۹۶۹) بازیکن فوتبال اهل ایتالیا است.
وی همچنین در تیم ملی فوتبال زنان ایتالیا بازی کرده‌است.